# Bruno Bonazzelli
Bruno Bonazzelli, noto anche con lo pseudonimo di Zeta-Zeta (Loreto, 11 marzo 1895 – Milano, 5 maggio 1984), è stato un ingegnere e divulgatore scientifico italiano.

## Attività professionale
Ingegnere meccanico, entrò nelle Ferrovie dello Stato nel 1920, fu assegnato al Servizio Impianti elettrici e segnalamento e vi lavorò fino al pensionamento, principalmente nei Compartimenti di Milano e di Venezia.
Tra l'altro fu il ricostruttore dell'Officina Apparati Centrali di Milano dove lavorò Achille Cardani, promotore del Museo ferroviario di Roma (inaugurato nel 1954) e poi, con altri, della Sezione ferroviaria del Museo nazionale della scienza e della tecnologia "Leonardo da Vinci" e del Museo nazionale ferroviario di Pietrarsa.

## Divulgatore scientifico
Con lo pseudonimo di Zeta-Zeta collaborò dal 1958 al 1966 alla rivista HO Rivarossi pubblicandovi ampi articoli sulla storia della trazione a vapore e della trazione elettrica in Italia e una nutrita serie di schede sulle locomotive a vapore delle FS Poi, dal 1978 al 1981 e usando il suo nome reale, collaborò dapprima a Italmodel ferrovie e quindi a i Treni Oggi. Una ristampa di parte degli articoli editi in H0 Rivarossi, curata da Claudio Pedrazzini, fu pubblicata nel 2016.

## Vita privata
Bruno Bonazzelli fu sposato con Zina Sganzerla fino alla morte di lei. Non avendo avuto figli essi adottarono una bambina, Ermelinda (nata a Milano il 28 luglio 1933). La nipote, Cristina, ha ereditato l'archivio privato del nonno.

### Opere
- Zeta-Zeta, alias B.B., La trazione elettrica nelle ferrovie italiane. Le sue ragioni lontane.I suoi primi passi difficili ma determinanti. La sua evoluzione nel tempo, in H0 Rivarossi, (1964) n. 61, pp. 9-14; n.  62, pp. 8-12; n. 63, pp. 8-12; n. 64, pp. 8-14; n. 65, pp. 8-17; (1965) n. 66, pp. 8-19.
- Claudio Pedrazzini, Scritti dell'Ingegner Bruno Bonazzelli sulla locomotiva a vapore (1958-1964), Club Fermodellistico Bresciano, 2016.

### Fonti biografiche
- Bruno Bonazzelli, in I treni oggi, vol. 5, n. 40, 1984.
- Claudio Pedrazzini, Bruno Bonazzelli, in Mondo ferroviario, vol. 30, n. 347, 2016,  pp. 20-25, ISSN 0394-8854 (WC · ACNP).